# Ф. Мари Абрахам
Ф. Мари Абрахам (енгл. F. Murray Abraham; Питсбург, 24. октобар 1939) амерички је глумац сиријског оријентално-православног порекла. Рођен је 24. октобра 1939. године у Питсбургу (Пенсилванија).
Наступао је у многим филмовима, са улогама као што су: Сви председникови људи (1976), Лице са ожиљком (1983), Амадеус (1984), Име руже (1986), Последњи акциони херој (1993), Звездане стазе: Побуна (1998), Finding Forrester (2000), Inside Llewyn Davis (2013) и Хотел Гранд Будапест (2014). Он је такође познат по свом телевизијском и позоришном раду.